# Ordine di Ludovico
L'ordine di Ludovico (in tedesco:Ludwigsorden) fu un ordine cavalleresco fondato nell'ambito del Regno di Baviera.

## Storia
L'Ordine venne fondato nel 1827 dal re Ludovico I di Baviera, con l'intento di ricompensare quanti si fossero distinti a favore della persona del re e della sua casata.

## Insegne
- La medaglia consisteva in una croce d'oro con tre punte per ogni braccio, al centro della quale si trovava un medaglione smaltato di bianco riportante in bassorilievo il profilo del fondatore dell'Ordine, Ludovico I Re di Baviera, rivolto verso destra, sempre in oro. Su ciascun braccio della croce, si leggevano le parole "LUDWIG" "KOENIG" "VON" BAYERN" (Ludovico, re di Baviera). Il retro della medaglia non era decorato e presentava solo una superficie dorata e borchiata. L'onorificenza era sostenuta al nastro tramite una corona reale dorata.
- Il nastrino dell'ordine era bordeaux con una fascia azzurra su ciascun lato.